# Samuel T. Durrance
Samuel Thornton Durrance, dit Sam Durrance, est un astronaute américain né le 17 septembre 1943 à Tallahassee (Floride) et mort le 5 mai 2023 à Viera (Floride).

## Biographie

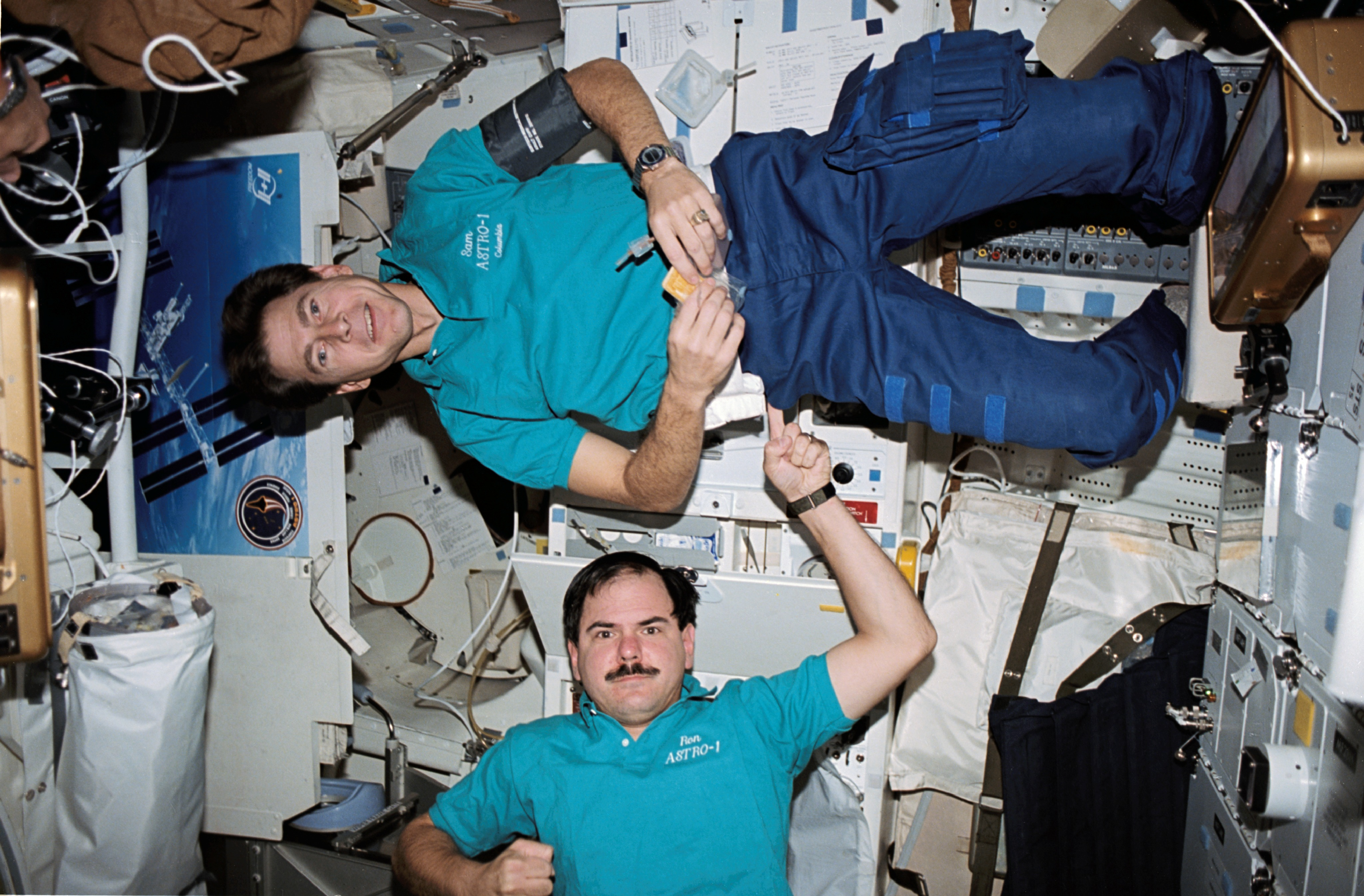
Samuel T. Durrance (en haut) en décembre 1990 dans la navette spatiale STS-35.

## Vols réalisés
Samuel T. Durrance réalise deux vols en tant que spécialiste de charge utile :
- 2 décembre 1990 : Columbia STS-35
- 25 juin 1995 : Endeavour STS-67